# Stanley Rous
Sir Stanley Ford Rous, CBE (25 tháng 4 năm 1895 - 18 tháng 7 năm 1986) là một trọng tài quốc tế người Anh và là chủ tịch thứ sáu của FIFA từ năm 1961 đến năm 1974. Rous đã tái tranh cử chủ tịch FIFA năm 1974, nhưng bị João Havelange đánh bại. Khi nghỉ hưu, vào ngày 11 tháng 6 năm 1974, ông được đề cử làm Chủ tịch danh dự của FIFA.

## Thân thế
Stanley Rous sinh ra tại Mutford, là con trai cả trong một gia đình có cha là giáo viên tại Beccles. Sau Chiến tranh thế giới thứ nhất, Rous học cao đẳng tại Exeter và trở thành giáo viên thể dục ở Watford.

## Trọng tài
Chơi bóng đá nghiệp dư với vị trí thủ môn. Sau trở thành trọng tài, ông đã làm trọng tài cho Giải vô địch bóng đá thế giới 1934.

## Quản lý bóng đá và chủ tịch FIFA
Sau khi không làm trọng tài nữa, Stanley Rous chuyển sang quản lý bóng đá, làm thư ký của liên đoàn bóng đá từ 1934 đến 1962 và trở thành chủ tịch FIFA vào năm 1961 sau cái chết của người tiền nhiệm Arthur Drewry. Ông giữ chức vụ này đến năm 1974 sau khi bị João Havelange đánh bại trong cuộc bầu cử chủ tịch FIFA. Ông đã viết lại những đạo luật của bóng đá, làm bóng đá trở nên công bằng hơn.

## Đời sống cá nhân
Kết hôn với Adrienne Gacon vào năm 1924, không có con. Đuọc phong tước CBE vào năm 1943, hiệp sĩ vào năm 1949.

## Qua đời
Ông bị bệnh bạch cầu và qua đời vào ngày 18 tháng 7 năm 1986, thọ 91 tuổi.